# Емилия Саксонска
Емилия Саксонска (на немски: Aemilia von Sachsen; * 27 юли 1516, Фрайберг; † 9 април 1591, Ансбах) от Алберинската линия на Ветините, е саксонска принцеса и чрез женитба маркграфиня на Бранденбург-Ансбах.

## Живот
Тя е втората дъщеря на саксонския херцог Хайнрих IV Благочестиви (1473 – 1541) и на Катарина от Мекленбург (1487 – 1561), дъщеря на меклембургския херцог Магнус II.
Емилия се омъжва на 25 август 1533 г. за маркграф Георг Благочестиви от Бранденбург-Ансбах (1484 – 1543) от род Хоенцолерн. Тя е третата му съпруга. Той е доста по-стар от нея. След смъртта му Емилия е от 1543 до 1556 г. опекун на нейния малолетен син Георг Фридрих.

## Деца
Емилия и Георг Благочестиви имат четири деца:
- София (1535 – 1587); ∞ 1560 херцог Хайнрих XI от Лигница (1539 – 1588)
- Барбара (* 1536, † 17 юни 1591 в манастир Химелкрон)
- Доротея Катарина (1538 – 1604); ∞ 1556 Хайнрих V фон Плауен, бургграф на Майсен (1533 – 1568)
- Георг Фридрих I Стари (* 5 април 1539, † 25 април 1603), маркграф на Бранденбург-Ансбах-Кулмбах, ∞ 1558 г. за Елизабет фон Бранденбург-Кюстрин и 1579 г. за София фон Брауншвайг-Люнебург.